# Paratriaenops
Paratriaenops — рід кажанів родини Hipposideridae. Містить 3 види, які раніше були включені в рід Triaenops.

## Поширення
Цей вид поширений на Мадагаскарі й Сейшельських островах.

## Морфологія
передпліччя: 42—51 мм, хвіст: 15—28 мм, вага до 8,1 м.

## Види
- Paratriaenops auritus (Grandidier, 1912)
- Paratriaenops furculus (Trouessart, 1906)
- Paratriaenops pauliani (Goodman & Ranivo, 2008)